# Orthrelm
Orthrelm es una banda de avant-garde metal procedente de Washington D. C.

## Biografía
Orthrelm es un dúo compuesto por Mick Barr en la guitarra y Josh Blair en la batería, experimentando en varias formas poco convencionales de escritura y conceptos musicales en general. Los miembros de la banda han publicado algunos lanzamientos notables y significativos desde el inicio Orthrelm, con proyectos como Crom-Tech y el proyecto paralelo de Barr en solo llamado Octis. Por ejemplo, su lanzamiento de 2002 Asristir Vieldriox es de 13 minutos de duración con un total de 99 canciones, con un promedio entre 5 y 15 segundos de duración, en contraste con su trabajo anterior trabajo OV, este álbum cuenta con una sola pista de 45 minutos basado en la repetición extremadamente intensa, similar a la velocidad implementada en el género grindcore y la repetición de la música minimalista. La banda fue elegida por el Animal Collective para participar en el festival "All Tomorrow's Parties" en 2011.

## Discografía
Álbumes
- 2nd 18/04 Norildivoth Crallos-Lomrixth Urthiln (2002; Three One G)
- OV (2005; Ipecac Recordings)

EPs
- Iorxhscimtor (2001; Tolotta Records)
- Orthrelm I (2001)
- Orthrelm II (2001)
- Asristir Vieldriox (2002; Troubleman Unlimited)
- Untitled 7" (2004, Forge)
- O-3 5" (2007, Soft Targets Journal)
- Orthrelm II II (2012) demo de 2001 no lanzado.
- 20012 (2012)

Compilaciones
- Untitled (2010, ugExplode Records) material antiguo remasterizado.

Splits
- Orthrelm / Touchdown (2002; Troubleman)
- Orthrelm / Behold... The Arctopus (2006; Crucial Blast Releases)
- Trans Atlantic Asthma Attack split con Trencher (2005, The Action Index, Speedowax, Life in a Box, A Tree in a Field)